# ГЕС Єль
ГЕС Єль — гідроелектростанція у штаті Вашингтон (Сполучені Штати Америки). Знаходячись між ГЕС Свіфт 2 (вище по течії) та ГЕС Мервін, входить до складу каскаду на річці Льюїс, яка дренує західний схил Каскадних гір та впадає праворуч до Колумбії (має гирло на узбережжі Тихого океану на межі штатів Вашингтон та Орегон).
У межах проекту річку перекрили земляною греблею висотою 98 метрів та довжиною 457 метрів. На час будівництва воду відвели за допомогою тунелю завдовжки 0,45 км з діаметром 9 метрів. Крім того, на правобережжі для закриття сідловини споруджена допоміжна дамба висотою 12 метрів та довжиною 488 метрів. Разом вони утримують витягнуте на 16,9 км водосховище з площею поверхні 15,4 км2 та об'ємом 496 млн м3 (корисний об'єм 234 млн м3), в якому припустиме коливання рівня у операційному режимі між позначками 131 та 149 метрів НРМ. Окрім власного стоку, до сховища через канал довжиною 1 км подається додатковий ресурс із Speelyai Creek (права притока Lewis).
Через два водоводи діаметром від 5,6 до 4,9 метра та довжиною понад 0,3 км ресурс потрапляє до пригреблевого машинного залу. Останній обладнали двома турбінами типу Френсіс потужністю по 73,3 МВт (загальна номінальна потужність станції рахується на рівні 134 МВт), які працюють при напорі у 73 метри та забезпечують виробництво 554 млн кВт-год електроенергії на рік.
Видача продукції відбувається по ЛЕП, розрахованій на роботу під напругою 115 кВ.